# Заветненский сельский совет (Ленинский район)
Заветненский сельский совет (укр. Завітненська сільська рада, крымскотат. Yanış Taqıl köy şurası) — административно-территориальная единица в Ленинском районе АР Крым Украины (фактически до 2014 года; ранее до 1991 года — в составе Крымской области УССР в СССР, до 1954 года — в составе Крымской области РСФСР в СССР, до 1945 года — в составе Крымской АССР РСФСР в СССР), на Керченском полуострове. Население по переписи 2001 года — 1853 человека, площадь сельсовета 119 км².
К 2014 году включал 4 населённых пункта:
- Заветное
- Костырино
- Набережное
- Яковенково

## История
Яныш-Такилский сельсовет был образован в начале 1920-х годов в составе Керченского района. По результатам всесоюзной переписи 17 декабря 1926 года Яныш-Такилский сельский совет включал 9 населённых пунктов с населением 2073 человека.
Постановлением ВЦИК «О реорганизации сети районов Крымской АССР» от 30 октября 1930 года (по другим сведениям 15 сентября 1931 года) Керченский район упразднили и сельсовет включили в состав Ленинского, а, с образованием в 1935 году Маяк-Салынского района (переименованного 14 декабря 1944 года в Приморский) — в состав нового района. Указом Президиума Верховного Совета РСФСР от 21 августа 1945 года Яныш-Такильский сельсовет был переименован в Заветненский. С 25 июня 1946 года сельсовет в составе Крымской области РСФСР. 26 апреля 1954 года Крымская область была передана из состава РСФСР в состав УССР. На 15 июня 1960 года в составе совета числились следующие населённые пункты:

| - Заветное - Костырино - Набережное | - Пащенково - Стрелковое - Яковенково |

Указом Президиума Верховного Совета УССР «Об укрупнении сельских районов Крымской области», от 30 декабря 1962 года Приморский район был упразднён и сельсовет присоединили к Ленинскому. В 1963 году ликвидировано Стрелковое, в 1966 году — Пащенково. К 1 января 1968 года был упразднён Марьевский сельсовет и в Заветненский были переданы Борисовка, Вязниково, Дубровка и Марьевка. К 1 января 1977 года в прежнем составе восстановлен Марьевский сельсовет и Заветненский принял современный вид. С 12 февраля 1991 года сельсовет в восстановленной Крымской АССР, 26 февраля 1992 года переименованной в Автономную Республику Крым. С 21 марта 2014 года в составе Крыма аннексирован Россией. Законом «Об установлении границ муниципальных образований и статусе муниципальных образований в Республике Крым» от 4 июня 2014 года территория административной единицы была объявлена муниципальным образованием со статусом сельского поселения.